# Vlad, o Monge
Vlad IV , cognominado O Monge (em romeno:  Vlad Călugărul) (1425 – Novembro de 1495), era o piedoso meio-irmão de Vlad III, o Empalador. Foi um contestante do governo de Vlad no Principado da Valáquia por muitos anos, mas não tomou parte ativa nas contendas pelo trono até perto do final da vida de Vlad. Foi Príncipe da Valáquia por duas vezes: entre 8 de Julho e 16 de Agosto de 1481; e entre 13 de Julho de 1482 e Novembro
de 1495.

## Biografia

### Primeiros anos: governos do pai e dos irmãos
Vlad era um filho bastardo de Vlad II Dracul e de Cătuna, uma cortesã. Nasceu a 1425, numa década de contendas pelo poder, entre o seu tio, Radu II e o primo deste, Dan II. Este último acabara por sair vencedor, pois Radu falecera em 1427. Dan governara sem mais oposições até à morte, em 1431.
Nesse ano, Alexandre I da Valáquia, meio-irmão do seu pai, ascendeu ao trono, para governar durante cinco anos, um período considerável na época, visto que os vários governos dos seus disputantes, seus antecessores, nunca haviam passado de um máximo de dois-três anos. Mesmo assim, o reinado de Alexandre pôde-se considerar como um reinado curto.

#### O governo do pai
O seu pai sucedeu a Alexandre após a morte deste em 1436. Logo em 1442, Vlad II ausentou-se para negociar na corte otomana para obter o seu apoio para melhor defender o seu Principado contra João Corvino (príncipe da Transilvânia), deixando o seu filho, Mircea, a governar na Valáquia como Príncipe reinante. Porém, após a batalha de Sântimbru em 1442, João e as suas tropas invadiram a Valáquia e forçaram Mircea II e Vlad II a submeterem-se.
Em 1443, Mircea foi deposto do trono por um exército invasor liderado por João Corvino, e foi forçado a fugir. Este colocou Bassarabe, filho do malogrado contendor Dan II, no trono. Vlad fez então um tratado com os turcos, garantindo que ele lhes iria pagar um tributo anual, bem como o envio de rapazes valaquianos para serem treinados para o serviço nos seus exércitos. Ele também deixou cativos os seus dois filhos, Vlad e Radu, irmãos de Mircea e meios-irmãos de Vlad. Assim, com apoio otomano, Bassarabe II foi rapidamente deposto.
O seu pai faleceu a 16 de Dezembro de 1447, vítima de uma conspiração de boiardos aliados de João Corvino (um nobre húngaro que também queria possuir a Valáquia), nuns pântanos perto de Bălteni. O seu irmão Mircea foi cego e enterrado vivo em Târgovişte.
Os seus irmãos, Vlad e Radu, continuaram reféns durante algum tempo. O trono foi entretanto ocupado por Ladislau II da Valáquia, irmão de Bassarabe II, pertencendo portanto à casa-ramo dos Daneşti da Dinastia Bassarabe.

#### Os governos de Vlad III e Radu III
Em 1448 Vlad III conseguiu assumir o trono valaquiano com o apoio turco, depondo Ladislau II. Porém, após dois meses, João Corvino forçou-o a devolver o trono a Ladislau e a fugir para a Moldávia.
Em 1456, enquanto Corvino invadia a Sérvia, Vlad III simultaneamente invadiu a Valáquia. Na Batalha de Belgrado, Corvino foi morto e seu exército vencido. Ladislau foi morto por Vlad III nesse mesmo ano, e este voltou a assumir o poder.
A maior parte das atrocidades associadas ao nome de Draculea tomaram lugar durantes este período de governo (1456-1462). Foi também durante esse tempo que ele lançou seu próprio ataque contra os Turcos. As suas habilidades como guerreiro e sua bem conhecida crueldade fizeram dele um inimigo temido.
A primeira menção de Vlad IV dá-se nesta época, quando em luta com um pretendente ao trono valaquiano: Dan (III) Danciul, filho de Dan II. Vlad, na altura, monge (daí o seu cognome) ter-se-ia retirado para Almaş, contando com o apoio de alguns  boiardos descontentes e os comerciantes saxões de Braşov. Em 1460 Vlad desaparece das crónicas, enquanto há registos de as terras de Almaş terem sido um dos mais famosos e sangrentos massacres perpetrados por seu irmão, o Empalador. Vlad teria provavelmente fugido com os seus apoiantes.
Vlad III mostrara-se extremamente hostil aos otomanos, que instalaram o seu irmão Radu o Belo no seu lugar quando conseguiram invadir a Valáquia em 1462 e forçar o exílio do Empalador para a Transilvânia. Este ainda pediu ajuda ao rei da Hungria, Matias Corvino, mas ele enganou-o e aprisionou-o numa torre. Aí ficaria nos próximos 12 anos.
O apoio de Radu ao poderoso Império Otomano garantiu a sua relativa estabilidade no poder. Após 1473, Radu teve no entanto o seu reinado interrompido sucessivas vezes por Bassarabe III da Valáquia, irmão de Ladislau II e Bassarabe II. Daqui surgiu uma nova contenda, em que Radu, após ser deposto, conseguia retornar ao trono com o apoio de Estêvão III da Moldávia. E assim foi até à sua morte em 1475, sendo novamente sucedido por breve reinado de Bassarabe, destronado com o retorno de Vlad III, mas reposto com a morte deste em batalha contra os turcos em 1476.
Enquanto o exército de Vlad III se aproximava, Bassarabe e a sua corte fugiram, alguns procurando a proteção dos Turcos, outros para os abrigos das montanhas. O governo de Vlad nesse ano direcionou-se na luta contra os turcos. Terá sido neste curto terceiro  reinado que Vlad IV se terá começado a levantar-se contra o seu irmão. Vlad III foi morto em batalha contra os turcos perto da pequena cidade de Bucareste em dezembro de 1476.

### O governo de Vlad IV

#### Política
Todas estas querelas internas e externas prepararam o reinado de Vlad. Na década de 80 do século XV, reinava Bassarabe o Jovem. É em 1481 que Vlad reaparece, como sendo eleito Príncipe da Valáquia.
Isto foi possível graças à ajuda de Estêvão III da Moldávia, que o colocou no trono após a vitória de Râmnic, a 8 de Julho de 1481, que opôs a Bassarabe IV, que foi deposto, marcando o término de um período de instabilidade política e guerra civil que se dera entre Bassarabe III, Radu III o Belo, e o próprio Bassarabe IV, que também havia participado na disputa com o apoio da Transilvânia. Bassarabe, porém, contra-ataca e depõe Vlad, a 16 de Agosto, mas este reconquista definitivamente o trono no ano seguinte, a 13 de Julho de 1482. O seu reinado, anormalmente longo para a época e para o contexto político da Valáquia, foi possível graças ao apoio sempre presente de Estêvão III da Moldávia.
Para assegurar a sucessão dos seus filhos, Vlad começou por associar o seu filho Vlad, mas este falece a 4 de Fevereiro de 1488. Associa, a partir de 1492, o seu filho Radu, que viria a suceder ao pai.
Apesar do apoio do príncipe moldavo, Vlad seguiu uma política pró-otomana, chegando a participar em incursões militares otomanas em 1484 e 1485. As relações com a Transilvânia, sempre pacíficas, começam a piorar a partir de 1493.

#### Obras do reinado
Vlad restaurou a cidade de Târgovişte e apoiou a várias escolas em atividade em Scheii Brasovului. Restaurou também várias igrejas , como a do Mosteiro de Ctitoreşte Glavaciocul e também mosteiros, como os de Tismana, Bistriţa, Govora, Cozia, Cotmeana, Snagov, e Râncăciov, entre outros.
Em 1495, construiu a Igreja de São Nicolau, em Braşov. Faleceu a novembro desse ano, em Bucareste, e foi sepultado no Mosteiro de Glavaciocul. Foi sucedido pelo filho, Radu IV o Grande.

## Casamento e descendência
Vlad casou-se pela primeira vez com Rada Smaranda (f. c. 1487), de quem teve:
- Calpea (n. 1460), casou-se sucessivamente, em 1482, com o chanceler Staico de Rusi (m. 1507)e em 1511/1512 com o general Bodano de Popesti Spătar;
- Vlad (entre 1460 e 1467 - 4 de Fevereiro de 1488), associado ao pai a partir de 31 de Julho de 1487;
- Radu (1467 - 23 de Abril de 1508), Príncipe da Valáquia, associado ao pai desde 1492;
- Mircea (depois de 1467- 15 de Setembro de 1497)

Vlad casou-se pela segunda vez com Maria Paleóloga, em c. 1487, e teve:
- Vlad (1488 - 23 de Setembro de 1512), Príncipe da Valáquia a partir de 26 de Janeiro de 1510.